# Sonitpur
Sonitpur – jest jednym z 23 dystryktów administracyjnych w stanie Asam w Indiach. Główne biuro rejonu (dzielnicy) jest położone w Tezpur. Rejon ma obszar 5324 km² a populacja wyniosła 1.677.874 w 2001.